# Draft NFL 1987
Il Draft NFL 1987 si è tenuto dal 28 al 29 aprile 1987. Prima dell'inizio della stagione regolare si svolse anche un draft supplementare.

## Selezioni
|  | = Pro Bowler |

|  | = Hall of Famer |

### Primo giro
| Scelta | Squadra              | Giocatore         | Ruolo              | College              |
| ------ | -------------------- | ----------------- | ------------------ | -------------------- |
| 1      | Tampa Bay Buccaneers | Vinny Testaverde  | Quarterback        | Miami (FL)           |
| 2      | Indianapolis Colts   | Cornelius Bennett | Outside linebacker | Alabama              |
| 3      | Houston Oilers       | Alonzo Highsmith  | Running back       | Miami (FL)           |
| 4      | Green Bay Packers    | Brent Fullwood    | Running Back       | Auburn               |
| 5      | Cleveland Browns     | Mike Junkin       | Inside Linebacker  | Duke                 |
| 6      | St. Louis Cardinals  | Kelly Stouffer    | Quarterback        | Colorado State       |
| 7      | Detroit Lions        | Reggie Rogers     | Defensive tackle   | Washington           |
| 8      | Buffalo Bills        | Shane Conlan      | Middle Linebacker  | Penn State           |
| 9      | Philadelphia Eagles  | Jerome Brown      | Defensive Tackle   | Miami (FL)           |
| 10     | Pittsburgh Steelers  | Rod Woodson       | Cornerback         | Purdue               |
| 11     | New Orleans Saints   | Shawn Knight      | Nose tackle        | BYU                  |
| 12     | Dallas Cowboys       | Danny Noonan      | Defensive Tackle   | Nebraska             |
| 13     | Atlanta Falcons      | Chris Miller      | Quarterback        | Oregon               |
| 14     | Minnesota Vikings    | D.J. Dozier       | Running Back       | Penn State           |
| 15     | Los Angeles Raiders  | John Clay         | Offensive tackle   | Missouri             |
| 16     | Miami Dolphins       | John Bosa         | Defensive End      | Boston College       |
| 17     | Cincinnati Bengals   | Jason Buck        | Defensive End      | BYU                  |
| 18     | Seattle Seahawks     | Tony Woods        | Defensive End      | Pitt                 |
| 19     | Kansas City Chiefs   | Paul Palmer       | Running Back       | Temple               |
| 20     | Houston Oilers       | Haywood Jeffires  | Wide receiver      | North Carolina State |
| 21     | New York Jets        | Roger Vick        | Fullback           | Texas A&M            |
| 22     | San Francisco 49ers  | Harris Barton     | Offensive Tackle   | North Carolina       |
| 23     | New England Patriots | Bruce Armstrong   | Offensive Tackle   | Louisville           |
| 24     | San Diego Chargers   | Rod Bernstine     | Running Back       | Texas A&M            |
| 25     | San Francisco 49ers  | Terrence Flagler  | Running Back       | Clemson              |
| 26     | Chicago Bears        | Jim Harbaugh      | Quarterback        | Michigan             |
| 27     | Denver Broncos       | Ricky Nattiel     | Wide Receiver      | Florida              |
| 28     | New York Giants      | Mark Ingram       | Wide Receiver      | Michigan State       |

### Secondo giro
| Scelta | Squadra              | Giocatore       | Ruolo         | College             |
| ------ | -------------------- | --------------- | ------------- | ------------------- |
| 29     | Buffalo Bills        | Nate Odomes     | Cornerback    | Wisconsin           |
| 30     | Washington Redskins  | Brian Davis     | Cornerback    | Nebraska            |
| 31     | Atlanta Falcons      | Kenny Flowers   | Running Back  | Clemson             |
| 32     | Cleveland Browns     | Gregg Rakoczy   | Centro        | Miami (FL)          |
| 33     | Buffalo Bills        | Roland Mitchell | Cornerback    | Texas Tech          |
| 34     | St. Louis Cardinals  | Tim McDonald    | Safety        | USC                 |
| 35     | Kansas City Chiefs   | Christian Okoye | Running Back  | Azusa Pacific       |
| 36     | Tampa Bay Buccaneers | Ricky Reynolds  | Cornerback    | Washington State    |
| 37     | San Francisco 49ers  | Jeff Bregel     | Guardia       | USC                 |
| 38     | Pittsburgh Steelers  | Delton Hall     | Cornerback    | Clemson             |
| 39     | Dallas Cowboys       | Ron Francis     | Cornerback    | Baylor              |
| 40     | New Orleans Saints   | Lonzell Hill    | Wide Receiver | Washington          |
| 41     | Green Bay Packers    | Johnny Holland  | Linebacker    | Texas A&M           |
| 42     | New York Jets        | Alex Gordon     | Linebacker    | Cincinnati          |
| 43     | Miami Dolphins       | Rick Graf       | Linebacker    | Wisconsin           |
| 44     | Minnesota Vikings    | Ray Berry       | Linebacker    | Baylor              |
| 45     | Seattle Seahawks     | David Wyman     | Linebacker    | Stanford            |
| 46     | Houston Oilers       | Walter Johnson  | Linebacker    | Louisiana Tech      |
| 47     | Los Angeles Rams     | Donald Evans    | Defensive end | Winston-Salem State |
| 48     | Washington Redskins  | Wally Kleine    | Tackle        | Notre Dame          |
| 49     | Cincinnati Bengals   | Eric Thomas     | Cornerback    | Tulane              |
| 50     | Tampa Bay Buccaneers | Winston Moss    | Linebacker    | Miami (FL)          |
| 51     | Tampa Bay Buccaneers | Don Smith       | Running back  | Mississippi State   |
| 52     | Los Angeles Raiders  | Bruce Wilkerson | Tackle        | Tennessee           |
| 53     | San Diego Chargers   | Louis Brock     | Cornerback    | USC                 |
| 54     | Chicago Bears        | Ron Morris      | Wide Receiver | Southern Methodist  |
| 55     | New York Giants      | Adrian White    | Cornerback    | Florida             |
| 56     | Miami Dolphins       | Scott Schwedes  | Wide redeiver | Syracuse            |

### Terzo giro
| Scelta | Squadra                                    | Giocatore       | Ruolo            | College            |
| ------ | ------------------------------------------ | --------------- | ---------------- | ------------------ |
| 57     | Tampa Bay Buccaneers                       | Mark Carrier    | Wide receiver    | Nicholls State     |
| 58     | Indianapolis Colts                         | Chris Gambol    | Tackle           | Iowa               |
| 59     | San Diego Chargers                         | Karl Wilson     | Defensive end    | Louisiana State    |
| 60     | Buffalo Bills                              | David Brandon   | Linebacker       | Memphis State      |
| 61     | Green Bay Packers                          | Dave Croston    | Tackle           | Iowa               |
| 62     | St. Louis Cardinals                        | Rob Awalt       | Tight end        | San Diego State    |
| 63     | Detroit Lions                              | Jerry Ball      | Defensive tackle | Southern Methodist |
| 64     | Houston Oilers                             | Cody Carlson    | Quarterback      | Baylor             |
| 65     | Philadelphia Eagles                        | Ben Tamburello  | Center           | Auburn             |
| 66     | Pittsburgh Steelers                        | Charles Lockett | Wide receiver    | Long Beach State   |
| 67     | New Orleans Saints                         | Mike Adams      | Defensive back   | Arkansas State     |
| 68     | Dallas Cowboys                             | Jeff Zimmerman  | Guard            | Florida            |
| 69     | Green Bay Packers                          | Scott Stephen   | Linebacker       | Arizona State      |
| 70     | St. Louis Cardinals                        | Colin Scotts    | Defensive tackle | Hawaii             |
| 71     | Green Bay Packers                          | Frankie Neal    | Wide receiver    | Fort Hays State    |
| 72     | Minnesota Vikings                          | Henry Thomas    | Defensive tackle | Louisiana State    |
| 73     | Kansas City Chiefs                         | Todd Howard     | Linebacker       | Texas A&M          |
| 74     | Los Angeles Rams                           | Cliff Hicks     | Defensive back   | Oregon             |
| 75     | New York Jets                              | Onzy Elam       | Linebacker       | Tennessee State    |
| 76     | Cincinnati Bengals                         | Leonard Bell    | Defensive back   | Indiana            |
| 77     | Cincinnati Bengals                         | Skip McClendon  | Defensive end    | Arizona State      |
| 78     | Buffalo Bills                              | Jamie Mueller   | Running back     | Benedictine        |
| 79     | New England Patriots                       | Bob Perryman    | Running back     | Michigan           |
| 80     | Cleveland Browns                           | Tim Manoa       | Running back     | Penn State         |
| 81     | Los Angeles Raiders                        | Steve Smith     | Running back     | Penn State         |
| 82     | Cleveland Browns                           | Jeff Jaeger     | Kicker           | Washington         |
| 83     | New York Giants                            | Stephen Baker   | Wide receiver    | Fresno State       |
| 84     | Denver Broncos                             | Michael Brooks  | Linebacker       | Louisiana State    |
| -      | Tampa Bay Buccaneers (Draft supplementare) | Dan Sileo       | Defensive tackle | Miami (FL)         |

### Quarto giro
| Scelta | Squadra                                   | Giocatore       | Ruolo            | College             |
| ------ | ----------------------------------------- | --------------- | ---------------- | ------------------- |
| 85     | Tampa Bay Buccaneers                      | Don Graham      | Linebacker       | Penn State          |
| 86     | Indianapolis Colts                        | Randy Dixon     | Tackle           | Pittsburgh          |
| 87     | Tampa Bay Buccaneers                      | Ron Hall        | Tight end        | Hawaii              |
| 88     | San Diego Chargers                        | Mark Vlasic     | Quarterback      | Iowa                |
| 89     | Green Bay Packers                         | Lorenzo Freeman | Defensive tackle | Pittsburgh          |
| 90     | St. Louis Cardinals                       | Rod Saddler     | Defensive tackle | Texas A&M           |
| 91     | Los Angeles Rams                          | Doug Bartlett   | Defensive tackle | Northern Illinois   |
| 92     | Detroit Lions                             | Garland Rivers  | Defensive back   | Michigan            |
| 93     | Philadelphia Eagles                       | Byron Evans     | Linebacker       | Arizona             |
| 94     | Pittsburgh Steelers                       | Thomas Everett  | Defensive back   | Baylor              |
| 95     | Dallas Cowboys                            | Kelvin Martin   | Wide receiver    | Boston College      |
| 96     | New Orleans Saints                        | Steve Trapilo   | Guard            | Boston College      |
| 97     | Atlanta Falcons                           | Ralph VanDyke   | Tackle           | Southern Illinois   |
| 98     | New England Patriots                      | Rich Gannon     | Quarterback      | Delaware            |
| 99     | Miami Dolphins                            | Troy Stradford  | Running back     | Boston College      |
| 100    | Minnesota Vikings                         | Reggie Rutland  | Defensive back   | Georgia Tech        |
| 101    | Chicago Bears                             | Sean Smith      | Defensive end    | Grambling           |
| 102    | New England Patriots                      | Derrick Beasley | Defensive back   | Winston-Salem State |
| 103    | Cincinnati Bengals                        | Jim Riggs       | Tight end        | Clemson             |
| 104    | Seattle Seahawks                          | Mark Moore      | Defensive back   | Oklahoma State      |
| 105    | Houston Oilers                            | Mark Dusbabek   | Linebacker       | Minnesota           |
| 106    | Tampa Bay Buccaneers                      | Bruce Hill      | Wide receiver    | Arizona State       |
| 107    | New England Patriots                      | Tim Jordan      | Linebacker       | Wisconsin           |
| 108    | Los Angeles Rams                          | Larry Kelm      | Linebacker       | Texas A&M           |
| 109    | Buffalo Bills                             | Leon Seals      | Defensive end    | Jackson State       |
| 110    | Los Angeles Raiders                       | Steve Beuerlein | Quarterback      | Notre Dame          |
| 111    | Denver Broncos                            | Marc Munford    | Linebacker       | Nebraska            |
| 112    | New York Giants                           | Odessa Turner   | Wide receiver    | Northwest Louisiana |
| -      | Philadelphia Eagles (Draft supplementare) | Cris Carter     | Wide Receiver    | Ohio State          |

### Quinto giro
| Scelta | Squadra              | Giocatore       | Ruolo            | College              |
| ------ | -------------------- | --------------- | ---------------- | -------------------- |
| 113    | New England Patriots | Danny Villa     | Tackle           | Arizona State        |
| 114    | Indianapolis Colts   | Roy Banks       | Wide receiver    | Eastern Illinois     |
| 115    | San Diego Chargers   | Nelson Jones    | Defensive back   | North Carolina State |
| 116    | New England Patriots | Tom Gibson      | Defensive end    | Northern Arizona     |
| 117    | Washington Redskins  | Timmy Smith     | Running back     | Texas Tech           |
| 118    | St. Louis Cardinals  | George Swarn    | Running back     | Miami (OH)           |
| 119    | Seattle Seahawks     | Tommie Agee     | Running back     | Auburn               |
| 120    | Chicago Bears        | Steve Bryan     | Defensive end    | Oklahoma             |
| 121    | Philadelphia Eagles  | David Alexander | Centro           | Tulsa                |
| 122    | Pittsburgh Steelers  | Hardy Nickerson | Linebacker       | California           |
| 123    | New Orleans Saints   | Milton Mack     | Defensive back   | Alcorn State         |
| 124    | Dallas Cowboys       | Everett Gay     | Wide receiver    | Texas                |
| 125    | Atlanta Falcons      | Mark Mraz       | Defensive end    | Utah State           |
| 126    | St. Louis Cardinals  | John Bruno      | Punter           | Penn State           |
| 127    | St. Louis Cardinals  | Ilia Jarostchuk | Linebacker       | New Hampshire        |
| 128    | Kansas City Chiefs   | Kitrick Taylor  | Wide receiver    | Washington State     |
| 129    | New York Jets        | Kirby Jackson   | Defensive back   | Mississippi State    |
| 130    | Cincinnati Bengals   | Marc Logan      | Running back     | Kentucky             |
| 131    | Seattle Seahawks     | Ruben Rodriguez | Punter           | Arizona              |
| 132    | Miami Dolphins       | Chris Conlin    | Tackle           | Penn State           |
| 133    | Houston Oilers       | Spencer Tillman | Running back     | Oklahoma             |
| 134    | San Francisco 49ers  | Paul Jokisch    | Wide receiver    | Michigan             |
| 135    | Tampa Bay Buccaneers | Henry Rolling   | Linebacker       | Nevada               |
| 136    | Los Angeles Rams     | Scott Mersereau | Defensive tackle | Southern Connecticut |
| 137    | Tampa Bay Buccaneers | Tony Mayes      | Defensive back   | Kentucky             |
| 138    | Chicago Bears        | Will Johnson    | Defensive end    | N.E. Louisiana       |
| 139    | Cincinnati Bengals   | Greg Horne      | Punter           | Arkansas             |
| 140    | New York Giants      | Paul O'Connor   | Guard            | Miami (FL)           |

### Sesto giro
| Scelta | Squadra              | Giocatore        | Ruolo            | College            |
| ------ | -------------------- | ---------------- | ---------------- | ------------------ |
| 141    | Pittsburgh Steelers  | Tim Johnson      | Defensive tackle | Penn State         |
| 142    | Indianapolis Colts   | Freddie Robinson | Defensive back   | Alabama            |
| 143    | Tampa Bay Buccaneers | Steve Bartalo    | Running back     | Colorado State     |
| 144    | Washington Redskins  | Steve Gage       | Defensive back   | Tulsa              |
| 145    | Green Bay Packers    | Willie Marshall  | Wide receiver    | Temple             |
| 146    | St. Louis Cardinals  | Mark Garalczyk   | Defensive tackle | Western Michigan   |
| 147    | Houston Oilers       | Al Smith         | Linebacker       | Utah State         |
| 148    | Detroit Lions        | Danny Lockett    | Linebacker       | Arizona            |
| 149    | Philadelphia Eagles  | Ron Moten        | Linebacker       | Florida            |
| 150    | Pittsburgh Steelers  | Greg Lloyd       | Linebacker       | Fort Valley State  |
| 151    | Dallas Cowboys       | Joe Onosai       | Guard            | Hawaii             |
| 152    | New Orleans Saints   | Thomas Henley    | Wide receiver    | Stanford           |
| 153    | Atlanta Falcons      | Paul Kiser       | Guard            | Wake Forest        |
| 154    | Chicago Bears        | John Adickes     | Center           | Baylor             |
| 155    | Miami Dolphins       | Lance Sellers    | Linebacker       | Boise State        |
| 156    | Minnesota Vikings    | Greg Richardson  | Wide receiver    | Alabama            |
| 157    | Cincinnati Bengals   | Sonny Gordon     | Defensive back   | Ohio State         |
| 158    | Philadelphia Eagles  | Chris Pike       | Defensive tackle | Tulsa              |
| 159    | Houston Oilers       | Toby Caston      | Linebacker       | Louisiana State    |
| 160    | New York Giants      | Tim Richardson   | Running back     | Pacific            |
| 161    | New York Jets        | Tracy Martin     | Wide receiver    | North Dakota       |
| 162    | San Francisco 49ers  | Bob White        | Linebacker       | Penn State         |
| 163    | New England Patriots | Gene Taylor      | Wide receiver    | Fresno State       |
| 164    | Washington Redskins  | Ed Simmons       | Tackle           | Eastern Washington |
| 165    | Cleveland Browns     | Stephen Braggs   | Defensive back   | Texas              |
| 166    | Los Angeles Rams     | Jon Embree       | Tight end        | Colorado           |
| 167    | Denver Broncos       | Warren Marshall  | Running back     | James Madison      |
| 168    | New York Giants      | Doug Riesenberg  | Tackle           | California         |

### Settimo giro
| Scelta | Squadra              | Giocatore       | Ruolo            | College          |
| ------ | -------------------- | --------------- | ---------------- | ---------------- |
| 169    | Tampa Bay Buccaneers | Curt Jarvis     | Defensive tackle | Alabama          |
| 170    | Indianapolis Colts   | Mark Bellini    | Wide receiver    | Brigham Young    |
| 171    | Buffalo Bills        | Kerry Porter    | Running back     | Washington State |
| 172    | Green Bay Packers    | Tony Leiker     | Defensive tackle | Stanford         |
| 173    | San Diego Chargers   | Jamie Holland   | Wide receiver    | Ohio State       |
| 174    | St. Louis Cardinals  | Tim Peoples     | Defensive back   | Washington       |
| 175    | Detroit Lions        | Dan Saleaumua   | Defensive tackle | Arizona State    |
| 176    | Houston Oilers       | Robert Banks    | Defensive tackle | Notre Dame       |
| 177    | Philadelphia Eagles  | Brian Williams  | Tackle           | Central Michigan |
| 178    | Pittsburgh Steelers  | Chris Kelley    | Tight end        | Akron            |
| 179    | New Orleans Saints   | Gene Atkins     | Defensive back   | Florida A&M      |
| 180    | Dallas Cowboys       | Kevin Sweeney   | Quarterback      | Fresno State     |
| 181    | Atlanta Falcons      | Michael Reid    | Linebacker       | Wisconsin        |
| 182    | Miami Dolphins       | Tom Brown       | Running back     | Pittsburgh       |
| 183    | Los Angeles Raiders  | Bo Jackson      | Running back     | Auburn           |
| 184    | Seattle Seahawks     | Roland Barbay   | Defensive tackle | Louisiana State  |
| 185    | Seattle Seahawks     | Derek Tennell   | Tight end        | UCLA             |
| 186    | Kansas City Chiefs   | Doug Hudson     | Quarterback      | Nicholls State   |
| 187    | New York Jets        | Gerald Nichols  | Defensive tackle | Florida State    |
| 188    | Cincinnati Bengals   | Chris Thatcher  | Guard            | Lafayette        |
| 189    | San Francisco 49ers  | Steve DeLine    | Kicker           | Colorado State   |
| 190    | Tampa Bay Buccaneers | Harry Swayne    | Tackle           | Rutgers          |
| 191    | Green Bay Packers    | Bill Smith      | Punter           | Mississippi      |
| 192    | Washington Redskins  | Johnny Thomas   | Defensive back   | Baylor           |
| 193    | Chicago Bears        | Archie Harris   | Tackle           | William & Mary   |
| 194    | Denver Broncos       | Wilbur Strozier | Tight end        | Georgia          |
| 195    | St. Louis Cardinals  | William Harris  | Tight end        | Bishop           |

### Ottavo giro
| Scelta | Squadra              | Giocatore         | Ruolo            | College           |
| ------ | -------------------- | ----------------- | ---------------- | ----------------- |
| 196    | New York Jets        | Eddie Hunter      | Running back     | Virginia Tech     |
| 197    | Tampa Bay Buccaneers | Stan Mataele      | Defensive tackle | Arizona           |
| 198    | Green Bay Packers    | Jeff Drost        | Defensive tackle | Iowa              |
| 199    | San Diego Chargers   | Joe MacEsker      | Tackle           | Texas-El Paso     |
| 200    | Indianapolis Colts   | Chuckie Miller    | Defensive back   | UCLA              |
| 201    | St. Louis Cardinals  | Steve Alvord      | Defensive tackle | Washington        |
| 202    | Houston Oilers       | Michael James     | Wide receiver    | Washington State  |
| 203    | Detroit Lions        | Dennis Gibson     | Linebacker       | Iowa State        |
| 204    | San Diego Chargers   | Ron Brown         | Linebacker       | USC               |
| 205    | Pittsburgh Steelers  | Charles Buchanan  | Defensive end    | Tennessee State   |
| 206    | Dallas Cowboys       | Kevin Gogan       | Guard            | Washington        |
| 207    | New Orleans Saints   | Toi Cook          | Defensive back   | Stanford          |
| 208    | Atlanta Falcons      | Curtis Taliaferro | Linebacker       | Virginia Tech     |
| 209    | Buffalo Bills        | Bruce Mesner      | Defensive tackle | Maryland          |
| 210    | Miami Dolphins       | Joel Williams     | Tight end        | Notre Dame        |
| 211    | Minnesota Vikings    | Rick Fenney       | Running back     | Washington        |
| 212    | Miami Dolphins       | Mark Dennis       | Tackle           | Illinois          |
| 213    | Los Angeles Rams     | Michael Stewart   | Defensive back   | Fresno State      |
| 214    | New York Jets        | Mike Rice         | Punter           | Montana           |
| 215    | Cincinnati Bengals   | Solomon Wilcots   | Defensive back   | Colorado          |
| 216    | Seattle Seahawks     | Sammy Garza       | Quarterback      | Texas-El Paso     |
| 217    | San Francisco 49ers  | David Grayson     | Linebacker       | Fresno State      |
| 218    | Kansas City Chiefs   | Michael Clemons   | Running back     | William & Mary    |
| 219    | Washington Redskins  | Clarence Vaughn   | Defensive back   | Northern Illinois |
| 220    | Cleveland Browns     | Steve Bullitt     | Linebacker       | Texas A&M         |
| 221    | Chicago Bears        | Paul Migliazzo    | Linebacker       | Oklahoma          |
| 222    | Denver Broncos       | Dan Morgan        | Guard            | Penn State        |
| 223    | New York Giants      | Rod Jones         | Tight end        | Washington        |

### Nono giro
| Scelta | Squadra              | Giocatore        | Ruolo          | College            |
| ------ | -------------------- | ---------------- | -------------- | ------------------ |
| 224    | Tampa Bay Buccaneers | Joe Armentrout   | Running back   | Wisconsin          |
| 225    | New York Giants      | Stan Parker      | Guard          | Nebraska           |
| 226    | San Diego Chargers   | Thomas Wilcher   | Running back   | Michigan           |
| 227    | Buffalo Bills        | Keith McKeller   | Tight end      | Jacksonville State |
| 228    | Green Bay Packers    | Greg Harris      | Guard          | Wake Forest        |
| 229    | St. Louis Cardinals  | Wayne Davis      | Linebacker     | Alabama            |
| 230    | Detroit Lions        | Rick Calhoun     | Running back   | Fullerton State    |
| 231    | Houston Oilers       | Wes Neighbors    | Center         | Alabama            |
| 232    | Philadelphia Eagles  | Ken Lambiotte    | Quarterback    | William & Mary     |
| 233    | Pittsburgh Steelers  | Joey Clinkscales | Wide receiver  | Tennessee          |
| 234    | New Orleans Saints   | Scott Leach      | Linebacker     | Ohio State         |
| 235    | Dallas Cowboys       | Alvin Blount     | Running back   | Maryland           |
| 236    | Atlanta Falcons      | Terrence Anthony | Defensive back | Iowa State         |
| 237    | Miami Dolphins       | Tim Pidgeon      | Linebacker     | Syracuse           |
| 238    | Los Angeles Raiders  | Scott Eccles     | Tight end      | Eastern New Mexico |
| 239    | Minnesota Vikings    | Leonard Jones    | Defensive back | Texas Tech         |
| 240    | Los Angeles Rams     | Tracy Ham        | Running back   | Georgia Southern   |
| 241    | New York Jets        | Ron McLean       | Defensive end  | Fullerton State    |
| 242    | Cincinnati Bengals   | Craig Raddatz    | Linebacker     | Wisconsin          |
| 243    | Seattle Seahawks     | M. L. Johnson    | Linebacker     | Hawaii             |
| 244    | Kansas City Chiefs   | Randy Watts      | Defensive end  | Catawba            |
| 245    | San Francisco 49ers  | Jonathan Shelley | Defensive back | Mississippi        |
| 246    | Tampa Bay Buccaneers | Greg Davis       | Kicker         | The Citadel        |
| 247    | Indianapolis Colts   | Bob Ontko        | Linebacker     | Penn State         |
| 248    | Washington Redskins  | Alfred Jenkins   | Running back   | Arizona            |
| 249    | Chicago Bears        | Lakei Heimuli    | Running back   | Brigham Young      |
| 250    | Denver Broncos       | Bruce Plummer    | Center         | Mississippi State  |
| 251    | New York Giants      | Dana Wright      | Running back   | Findlay            |

### Decimo giro
| Scelta | Squadra              | Giocatore        | Ruolo            | College                |
| ------ | -------------------- | ---------------- | ---------------- | ---------------------- |
| 252    | Tampa Bay Buccaneers | Mike Simmonds    | Guard            | Indiana State          |
| 253    | Indianapolis Colts   | Chris Goode      | Defensive back   | Alabama                |
| 254    | Los Angeles Raiders  | Rob Harrison     | Defensive back   | Sacramento State       |
| 255    | Green Bay Packers    | Don Majkowski    | Quarterback      | Virginia               |
| 256    | San Diego Chargers   | Anthony Anderson | Defensive back   | Grambling              |
| 257    | St. Louis Cardinals  | Charles Wright   | Defensive back   | Tulsa                  |
| 258    | Houston Oilers       | Curtis Duncan    | Wide receiver    | Northwestern           |
| 259    | Detroit Lions        | Raynard Brown    | Wide receiver    | South Carolina         |
| 260    | Philadelphia Eagles  | Paul Carberry    | Defensive tackle | Oregon State           |
| 261    | Pittsburgh Steelers  | Merril Hoge      | Running back     | Idaho State            |
| 262    | Dallas Cowboys       | Dale Jones       | Linebacker       | Tennessee              |
| 263    | New Orleans Saints   | Robert Clark     | Wide receiver    | North Carolina Central |
| 264    | Atlanta Falcons      | Jerry Reese      | Tight end        | Illinois               |
| 265    | Los Angeles Raiders  | John Gesek       | Guard            | Sacramento State       |
| 266    | Miami Dolphins       | Bobby Taylor     | Defensive back   | Wisconsin              |
| 267    | Minnesota Vikings    | Bob Riley        | Tackle           | Indiana State          |
| 268    | New York Jets        | Sid Lewis        | Defensive back   | Penn State             |
| 269    | Cincinnati Bengals   | David McCluskey  | Running back     | Georgia                |
| 270    | Seattle Seahawks     | Louis Clark      | Wide receiver    | Mississippi State      |
| 271    | Kansas City Chiefs   | James Evans      | Running back     | Southern               |
| 272    | Los Angeles Rams     | David Smith      | Linebacker       | Northern Arizona       |
| 273    | Los Angeles Raiders  | Jim Ellis        | Linebacker       | Boise State            |
| 274    | Washington Redskins  | Ted Wilson       | Wide receiver    | Central Florida        |
| 275    | San Francisco 49ers  | John Paye        | Quarterback      | Stanford               |
| 276    | Cleveland Browns     | Frank Winters    | Center           | Western Illinois       |
| 277    | Chicago Bears        | Dick Chapura     | Defensive tackle | Missouri               |
| 278    | Denver Broncos       | Rafe Wilkinson   | Linebacker       | Richmond               |
| 279    | New York Giants      | Chuck Faucette   | Linebacker       | Maryland               |

### Undicesimo giro
| Scelta | Squadra              | Giocatore        | Ruolo            | College            |
| ------ | -------------------- | ---------------- | ---------------- | ------------------ |
| 280    | Tampa Bay Buccaneers | Reggie Taylor    | Running back     | Cincinnati         |
| 281    | Indianapolis Colts   | Jim Reynosa      | Defensive end    | Arizona State      |
| 282    | Green Bay Packers    | Patrick Scott    | Wide receiver    | Grambling          |
| 283    | Buffalo Bills        | Howard Ballard   | Tackle           | Alabama A&M        |
| 284    | San Diego Chargers   | Joe Goebel       | Center           | UCLA               |
| 285    | St. Louis Cardinals  | Todd Peat        | Guard            | Northern Illinois  |
| 286    | Detroit Lions        | Brian Siverling  | Tight end        | Penn State         |
| 287    | Houston Oilers       | John Davis       | Guard            | Georgia Tech       |
| 288    | Los Angeles Raiders  | Chris McLemore   | Running back     | Arizona            |
| 289    | Pittsburgh Steelers  | Paul Oswald      | Center           | Kansas             |
| 290    | New Orleans Saints   | Arthur Wells     | Tight end        | Grambling          |
| 291    | Dallas Cowboys       | Jeff Ward        | Kicker           | Texas              |
| 292    | Atlanta Falcons      | Elbert Shelley   | Defensive back   | Arkansas State     |
| 293    | Miami Dolphins       | Terence Mann     | Defensive tackle | Southern Methodist |
| 294    | Los Angeles Raiders  | Mario Perry      | Tight end        | Mississippi        |
| 295    | Minnesota Vikings    | Brent Pease      | Quarterback      | Montana            |
| 296    | Cincinnati Bengals   | Jim Warne        | Tackle           | Arizona State      |
| 297    | Seattle Seahawks     | Darryl Oliver    | Running back     | Miami (FL)         |
| 298    | Kansas City Chiefs   | Craig Richardson | Wide receiver    | Eastern Washington |
| 299    | Denver Broncos       | Steve Roberts    | Defensive end    | Washington         |
| 300    | New York Jets        | Kirk Timmer      | Linebacker       | Montana State      |
| 301    | San Francisco 49ers  | Calvin Nicholas  | Wide receiver    | Grambling          |
| 302    | New England Patriots | Carlos Reveiz    | Kicker           | Tennessee          |
| 303    | Cleveland Browns     | Larry Brewton    | Defensive back   | Temple             |
| 304    | Washington Redskins  | Laron Brown      | Wide receiver    | Texas              |
| 305    | Chicago Bears        | Tim Jessie       | Running back     | Auburn             |
| 306    | Denver Broncos       | Tommy Neal       | Running back     | Maryland           |
| 307    | New York Giants      | Dave Walter      | Quarterback      | Michigan Tech      |

### Dodicesimo giro
| Scelta | Squadra              | Giocatore        | Ruolo            | College                |
| ------ | -------------------- | ---------------- | ---------------- | ---------------------- |
| 308    | Tampa Bay Buccaneers | Scott Cooper     | Defensive tackle | Kearney State          |
| 309    | Indianapolis Colts   | David Adams      | Running back     | Arizona                |
| 310    | San Diego Chargers   | Marcus Greenwood | Running back     | UCLA                   |
| 311    | Buffalo Bills        | Joe McGrail      | Defensive tackle | Delaware               |
| 312    | Seattle Seahawks     | Wes Dove         | Defensive end    | Syracuse               |
| 313    | Tampa Bay Buccaneers | Mike Shula       | Quarterback      | Alabama                |
| 314    | Houston Oilers       | Ira Valentine    | Running back     | Texas A&M              |
| 315    | Detroit Lions        | Gary Lee         | Wide receiver    | Georgia Tech           |
| 316    | Philadelphia Eagles  | Bobby Morse      | Running back     | Michigan State         |
| 317    | Pittsburgh Steelers  | Theo Young       | Tight end        | Arkansas               |
| 318    | Dallas Cowboys       | Scott Armstrong  | Linebacker       | Florida                |
| 319    | New Orleans Saints   | Tyrone Sorrells  | Guard            | Georgia Tech           |
| 320    | Atlanta Falcons      | Larry Emery      | Running back     | Wisconsin              |
| 321    | New York Giants      | Bill Berthusen   | Defensive tackle | Iowa State             |
| 322    | Miami Dolphins       | Jim Karsatos     | Quarterback      | Ohio State             |
| 323    | Minnesota Vikings    | Keith Williams   | Defensive tackle | Florida                |
| 324    | Seattle Seahawks     | Tony Burse       | Running back     | Middle Tennessee State |
| 325    | Kansas City Chiefs   | Bruce Holmes     | Linebacker       | Minnesota              |
| 326    | Los Angeles Rams     | Alonzo Williams  | Running back     | Mesa State             |
| 327    | New York Jets        | Bill Ransdell    | Quarterback      | Kentucky               |
| 328    | Cincinnati Bengals   | John Holifield   | Running back     | West Virginia          |
| 329    | New York Giants      | Chad Stark       | Running back     | North Dakota State     |
| 330    | New England Patriots | Elgin Davis      | Running back     | Central Florida        |
| 331    | Washington Redskins  | Ray Hitchcock    | Center           | Minnesota              |
| 332    | Los Angeles Rams     | Fred Stokes      | Defensive end    | Georgia Southern       |
| 333    | Chicago Bears        | Eric Jeffries    | Defensive back   | Texas                  |
| 334    | Denver Broncos       | Tyrone Braxton   | Defensive back   | North Dakota State     |
| 335    | Green Bay Packers    | Norman Jefferson | Defensive back   | Louisiana State        |

|  | = Pro Bowler |

Giocatori non scelti degni di nota:
- John Settle, RB, Appalachian State, Atlanta Falcons (1987–1990); primo running back non scelto nella storia della NFL a correre mille yard in una stagione, con gli Atlanta Falcons nel 1988
- Jessie Tuggle, ILB, Valdosta State; Atlanta Falcons (1987–2000); secondo atlantafalcons.com, ha messo a segno 2.065 tackle in carriera.